# Dom naroda Parlamenta Federacije Bosne i Hercegovine
Dom naroda Parlamenta Federacije Bosne i Hercegovine je gornji dom Parlamenta Federacije BiH. Predstavlja tri konstitutivna naroda Federacije BiH - Bošnjake, Hrvate i Srbe, te ostale. Izaslanici svakog konstitutivnog naroda čine narodni klub. Narodni klub konstitutivnog naroda ima 23 izaslanika, dok klub ostalih ima 11 izaslanika. Dom naroda ukupno ima 80 izaslanika. Izaslanici se biraju u skupštinama županija Federacije BiH. Dom naroda ima Kolegij koji se sastoji od: predsjedavajućeg, dva potpredsjedavajuća, predsjednika Kluba bošnjačkih izaslanika, predsjednika Kluba hrvatskih izaslanika, predsjednika Kluba srpskih izaslanika i tajnika Doma naroda. Sjednice Doma naroda mogu biti: redovite, izvanredne i posebne (s javnošću). Dom naroda ima 19 radnih tijela koja svoje sjednice održavaju u službi rada Doma i doprinose njegovom učinkovitijem radu.
Dom naroda se sastojao od 30 izaslanika iz reda bošnjačkog naroda, 30 izaslanika iz reda hrvatskog naroda kao i izaslanika drugih naroda čiji je broj u istom omjeru prema 60 kao što je i broj zastupnika županijskih zakonodavnih tijela koji se ne izjašnjavaju kao Bošnjaci i Hrvati u odnosu na broj bošnjačkih odnosno hrvatskih zastupnika u županijskim zakonodavnim tijelima. Hrvati su birali svoje, a Bošnjaci svoje izaslanike. Prema novim ustavnim promjenama (#Barry, #Petritsch) ukupan broj izaslanika je smanjen na 58 izaslanika i to po 17 izaslanika iz reda bošnjačkog, srpskog i hrvatskog naroda i 7 izaslanika iz reda ostalih. Izaslanici se biraju na razdoblje od 4 godine. Učinak Barryjevih amandmana jednostavno omogućava da hrvatski predstavnici budu izabrani od stranaka koje nemaju potporu hrvatskih birača. U teoriji, bošnjačke stranke mogu izabrati 6 izaslanika u hrvatski klub Doma naroda, što predstavlja jednu trećinu od 17. Prema Petritschevim amandmanima nije više potrebna većina u svakom klubu Doma naroda nego samo jedna trećina za izbor Predsjednika/Potpredsjednika FBiH. Predsjednik FBiH je bitan jer potvrđuje Vladu FBiH. Ako u ponovljenom postupku izbora Predsjednika/Potpredsjednika FBiH jedan od domova odbije zajedničku listu, smatrat će se da su kandidirane osobe prihvaćanjem liste u jednom domu. Uvodi se drugi krug glasovanja u kojem je potrebna potvrda u samo jednom domu.

## Povijest
Federacija Bosne i Hercegovine je osnovana Washingtonskim sporazumom potpisanim 18. ožujka 1994.godine. Nakon toga je u Sarajevu održana konstituirajuća sjednica Ustavotvorne skupštine Federacije Bosne i Hercegovine sastavljenja od izaslanika s područja Federacije BiH izabranih na izborima 1990. godine u Skupštinu Republike Bosne i Hercegovine. Na toj sjednici je 30. ožujka 1994. godine usvojen Ustav Federacije Bosne i Hercegovine. Ustavotvorna skupština je prestala s radom u listopadu 1996. godine nakon izbora za Parlament Federacije Bosne i Hercegovine.
Dom naroda uspostavljen je Ustavom Federacije BiH usvojenim 30. ožujka 1994. Izvornim Ustavom, Bošnjaci i Hrvati su bili definirani kao konstitutivni narodi. Dom naroda sastojao se od bošnjačkog i hrvatskog kluba, a svaki je imao 30 izaslanika. Izaslanike su birali zastupnici u županijskim skupštinama iz odnosnog naroda; bošnjački zastupnici birali su bošnjačke, a hrvatski, hrvatske izaslanike. U izboru Predsjednika i Potpredsjednika Federacije Bosne i Hercegovine, klubovi naroda (bošnjački i hrvatski) odvojeno su kandidirali po jednu osobu. Potrebna je većina u svakom klubu Doma naroda. Prvi saziv Doma naroda konstituiran je 6. studenog 1996. Prvi predsjedatelj Doma naroda bio je Mariofil Ljubić, član HDZ-a BiH, dok je Mirsad Ćeman bio privremeni zamjenik predsjedatelja.

### Barry
| Mnogo tjedana prije izbora znao sam da vodstvo HDZ-a planira neku vrstu snažne akcije kako bi se vratila podrška birača koji su apstinirali lokalne izbore u travnju. Pravila OESS-a, kada su donesena, zapravo nisu sadržavala ništa novo. Ante Jelavić je bio taj koji je tražio promjenu pravila. Na kraju mu se nije svidjela promjena, ali pravila su bila uključena u nacrt Izbornog zakona. Ideja je bila da onaj tko brani interese Hrvata ne mora nužno biti HDZ-ov političar, da može biti političar druge stranke, Hrvat iz SDP-a ili čak, idealno govoreći, netko tko nije iz hrvatske zajednice, ali bi pravedno branio prava svih građana. Pokušavamo razviti građansko društvo, građansku državu. To je koncept, koji prevladava u ostatku Europe i koji je potpuno suprotan kolektivističkom pristupu, kojeg njeguju HDZ i druge nacionalističke stranke. Stoga se radi o stvarima koje su dublje od odluke o promjeni pravila.— W. Petritsch za Jutarnji list |

Međutim, nakon odluke Ustavnog suda Federacije BiH o konstitutivnosti naroda od 2000., visoki predstavnik Wolfgang Petritsch nametnuo je amandmane XXVII - LIV 30. lipnja i 1. srpnja 2000. Ovim amandmanima, određeno je, između ostalog, da se Dom naroda sastoji od klubova tri konstitutivna naroda i kluba ostalih. Potom je Robert Barry, šef misije OESS-a u BiH koji je organizirao izbore, nametnuo tzv. Barryjeve amandmane kojima je narušena legitimnost delegata unutar onog naroda kojeg predstavljaju. OESS pod vodstvom Amerikanca Roberta Barryja promijenio je pravila za izbor u Dom naroda Federacije na prijedlog jednog od njegovih dužnosnika Kare Vollana. Detalji o ovome, kao i o ustroju BiH kao cjeline, su gotovo nezamislivo složeni i opskurni. Uistinu samo je međunarodna zajednica mogla izraditi tako nepristupačan i opskuran sustav poput onoga u BiH. Samo vrlo mali broj dužnosnika, čak i u samom OESS-u, u potpunosti je razumio ova pravila. Vidi u članku Barryjevi amandmani: odlomak iz memoranduma u kojem se izlažu nova pravila i motive donošenja amandmana.
Dana 11. listopada 2000. godine, samo jedan mjesec prije općih izbora, voditelj Misije OESS-a Robert Barry u ulozi predsjedatelja Privremenog izbornog povjerenstva promijenio je Pravila i propise i nametnuo prijedlog izbornog zakona koji je odbijen ranije u Parlamentarnoj skupštini BiH. Iako je većina članova PIP-a bila protiv takve odluke, on je u ulozi predsjedatelja presudio i donio takvu odluku. Glavna odredba se nalazila u članku 1212 potpoglavlje B, "Dom naroda Parlamenta FBiH". Izmijenjena odredba glasi: "Svaki izaslanik u kantonalnoj skupštini će dati jedan glas za listu". Svi glasuju za sve, a ne kao ranije da Hrvati glasuju za hrvatske zastupnike, a Bošnjaci za bošnjačke. To je značilo da Bošnjaci mogu glasovati za hrvatske kandidate i obrnuto dok je ranije svaki konstitutivni narod glasovao samo za svoje predstavnike. Učinak ove promjene jednostavno omogućava da hrvatski predstavnici budu izabrani od stranaka koje nemaju potporu hrvatskih birača.

### Petritsch
Nastojanja HDZ-a BiH za uvođenjem Samouprave na područjima većinski naseljenim Hrvatima kao odgovor na Barryjeve amandmane bila su 2001. spriječena smjenom Ante Jelavića, hrvatskog člana Predsjedništva BiH. Nastavak i vrhunac procesa ustavno-pravnoga dekonstituiranja Hrvata u BiH uslijedio je kroz amandmane na Ustav Federacije BiH nametnute od strane OHR-a. Od 108 amandmana na Ustav FBiH, samo 39 je odobrio Parlament FBiH, a čak njih 69 su nametnuli visoki predstavnici Wolfgang Petritsch i Paddy Ashdown između 2002. i 2004. godine. Za Hrvate u BiH posebno su bili pogubni Petritschevi amandmani iz travnja 2002. godine koji su u međunarodnoj zajednici poznati pod ciničnim nazivom "airport decision" tj. "odluka iz zračne luke" jer ih je Petritsch potpisao doslovno u zračnoj luci, neposredno prije svog odlaska iz BiH. Nametnuti amandmani OHR-a na ustave FBiH i RS službeno su za cilj imali provedbu odluke U-5/98 Ustavnog suda BiH iz 2000. godine. Prije ove odluke u RS su samo Srbi bili konstitutivni, a samo Bošnjaci i Hrvati u FBiH. Nametnuti amandmani su de iure dodali sva tri naroda kao konstitutivne u ustave oba entiteta, ali de facto, Republika Srpska je ostala srpski entitet, a Federacija BiH je od bošnjačko-hrvatske federacije, koja je po Washingtonskom sporazumu trebala ući u konfederaciju s Republikom Hrvatskom, postala bošnjački entitet.
"Sastav Vijeća Naroda i Doma Naroda biće paritetan tako da svaki konstitutivni narod ima isti broj zastupnika. Najmanje osam najviše 17 zastupnika bit će iz reda jednog konstitutivnog naroda. Ostali su zastupljeni u broju koji ne prelazi polovicu predstavnika jednog konstitutivnog naroda u Vijeću naroda, odnosno Domu naroda" - Sarajevski sporazum o ustavnim promjenama. Učinak Barryjevih amandmana jednostavno omogućava da hrvatski predstavnici budu izabrani od stranaka koje nemaju potporu hrvatskih birača. U teoriji, bošnjačke stranke mogu izabrati 6 izaslanika u hrvatski klub Doma naroda, što predstavlja jednu trećinu od 17. Prema Petritschevim amandmanima nije više potrebna većina u svakom klubu Doma naroda nego samo jedna trećina za izbor Predsjednika/Potpredsjednika FBiH. Predsjednik FBiH je bitan jer potvrđuje Vladu FBiH. Ako u ponovljenom postupku izbora Predsjednika/Potpredsjednika FBiH jedan od domova odbije zajedničku listu, smatrat će se da su kandidirane osobe prihvaćanjem liste u jednom domu. Uvodi se drugi krug glasovanja u kojem je potrebna potvrda u samo jednom domu. S obzirom na to da su Bošnjaci većina stanovništva u FBiH (oko 70%), imaju kontrolu nad Zastupničkim domom Parlamenta FBiH te u praksi nad svim klubovima u Domu naroda osim hrvatskog, jasna je opasnost koju za Hrvate predstavljaju spomenute promjene. Svake opće izbore se vodi velika borba kako Bošnjaci ne bi izabrali trećinu hrvatskoga kluba i tako potpuno dekonstituirali Hrvate. Pet je županija s većinskim bošnjačkim stanovništvom (Unsko-sanska, Tuzlanska, Zeničko-dobojska, Sarajevska i Bosansko-podrinjska), iz svake dolazi po jedan izaslanik u Klub Hrvata. Bošnjaci u teoriji mogu izabrati trećinu hrvatskih izaslanika, izbaciti Hrvate iz formiranja izvršne vlasti i praktički ih pretvoriti u nacionalnu manjinu. Klub izaslanika hrvatskog naroda u Domu naroda Parlamenta FBiH predstavlja posljednjeg jamca konstitutivnosti Hrvata u BiH.

### Inzko
Kontrolom oba doma Parlamenta FBiH, stranke koje predstavljaju bošnjačku izbornu volju imaju mogućnost samostalno formirati izvršnu vlast na razini FBiH (Predsjednik FBiH i dva dopredsjednika te Vlada FBiH). Nešto slično se dogodilo 2011. godine kada je izvršna vlast u (izvorno bošnjačko-hrvatskoj) FBiH uspostavljena bez stranaka koje su osvojile preko 85% hrvatskih izbornih glasova (HDZ BiH i partneri). Budući da je taj put izborni inženjering malo podbacio, bošnjačka SDP BiH s partnerima i njihovi hrvatski saveznici iz HSP BiH, koji su u vrijeme koalicije sa SDP-om u službenim prostorijama stranke držali bistu Ante Pavelića, imali su samo 5 od 17 zastupnika u Hrvatskom klubu DN FBiH.
Barryjevi amandmani činili su temelj izbora, kako je to tada tumačeno u hrvatskim političkim krugovima u BiH, nelegalne i nelegitimne "platformaške" Vlade Federacije BiH i predsjednika Federacije BiH Živka Budimira te njegove dvojice zamjenika, Mirsada Kebe i Svetozara Pudarića u ožujku 2011. Za njihovo imenovanje glasovalo je 5 od ukupno 17 hrvatskih izaslanika u federalnom Domu naroda, četiri člana SDP-a i jedan Narodne stranke Radom za boljitak Mladena Ivankovića Lijanovića. Središnje izborno povjerenstvo proglasilo je izbor nelegalnim, jer je za izbor bila potrebna podrška jedne trećine, odnosno šest hrvatskih izaslanika. Međutim, visoki predstavnik Valentin Inzko suspendirao je odluke SIP-a. Opravdanje za takav postupak bila je ciljana blokada izbora preostalog broja hrvatskih izaslanika u Dom naroda od strane HDZ-a BiH, što je, ponovno, tumačeno kao neustavan potez od strane bošnjačkih političkih krugova. Takvo obrazloženje Visokog predstavnika poznato je kao "5 je trećina od 17", na ovaj način aludirajući na cijeli postupak.

### Presuda Ljubić
Ustavni sud BiH je u prosincu 2016. glavni dio Barryjevih pravila proglasio neustavnim (kao razlog je navedena nelegitimnost tako izabranih delegata unutar naroda kojeg predstavljaju) i izbrisao ih iz Izbornog zakona. Zahtjeve Hrvata za pravom na legitimno predstavljanje legitimirao je Ustavni sud BiH u presudi u predmetu Ljubić, koju bošnjački establishment želi izigrati. Prijedlog Hrvatskog narodnog sabora predviđa da se iz svake županije bira broj izaslanika svakog od konstitutivnih naroda proporcionalno njegovu učešću u toj županiji u odnosu na ukupan broj tog naroda u FBiH, prema popisu stanovništva iz 2013. U Klub Hrvata federalnog Doma naroda 17 izaslanika biralo bi se tako da bi se iz Hercegovačko-neretvanske biralo 5, Srednjobosanske 4, Zapadnohercegovačke 3, Hercegbosanske 2, te 3 (po 1 iz svake) iz Zeničko-dobojske, Posavske i Tuzlanske županije, iako je u Tuzlanskoj županiji broj Hrvata (23.000) manji od potrebnog broja za jednog izaslanika.
Glavni akteri političkog Sarajeva nastoje zanemariti značaj presude Ljubić te ju odbijaju implementirati. U nekoliko su navrata nudili rješenje kojim bi se iz svake županije birao po jedan izaslanik iz svakog konstitutivnog naroda, nastojeći "na mala vrata" vratiti protuustavne odredbe Izbornog zakona. Pričuvna bošnjačka koalicija se aktivira pri produciranju političkih kriza u BiH, a na valu istupa Bakira Izetbegovića mogu se očekivati i ponovni zahtjevi za ukidanjem Doma naroda Parlamenta Federacije BiH, kao posljednjeg jamca konstitutivnosti Hrvata, ili pak njegovog reduciranja na kompetencije politički minornog Vijeća naroda Republike Srpske. U lipnju 2020., hrvatski član Predsjedništva BiH Željko Komšić je komentirajući izjavu srpskog člana Predsjedništva Milorada Dodika o mogućem smanjenju ovlasti Vijeća naroda Republike Srpske, izjavio kako nema smanjenja ovlasti Vijeća naroda Republike Srpske bez ukidanja Doma naroda Parlamenta Federacije Bosne i Hercegovine. Izaslanici Kluba Hrvata u Domu naroda Parlamenta Federacije Bosne i Hercegovine iz reda HDZ BiH najoštrije su osudili "antidaytonske" izjave Željka Komšića i napad na ustavni poredak Federacije BiH i Bosne i Hercegovine.

## Unutarnje poveznice
- Federalizam u Bosni i Hercegovini
- Visoki predstavnik za Bosnu i Hercegovinu
- Barryjevi amandmani
- Hrvatska samouprava u Bosni i Hercegovini
- Uništenje Hercegovačke banke
- Sarajevski sporazum o ustavnim promjenama
- Majorizacija Hrvata u Bosni i Hercegovini

## Vanjske poveznice
- Parlament Federacije Bosne i Hercegovine - Dom naroda
- Parlament Federacije Bosne i Hercegovine - monografija Sarajevo, 2016.

### Sazivi
- Saziv Doma naroda 2002.-2006.
- Saziv Doma naroda 2010.-2014.*
- Saziv Doma naroda 2014.-2018.
- Saziv Doma naroda 2018.-2022.